# 洗馬騒動
洗馬騒動（せばそうどう）とは、文政5年（1822年）に信濃国高遠藩で発生した百姓一揆である。別名は洗馬郷一揆。

## 経緯
当時の高遠藩は財政難に見舞われ、文政3年（1820年）には触書きを出し、献金に応じた農民には帯刀の許可や家格を向上させることとした。これに対し、筑摩郡洗馬郷7ヶ村（現・長野県塩尻市および朝日村）の村役人は連名で、新興勢力に対する地位の保全を、大庄屋を通じて藩当局に要望書を提出ししたが、却下された。
文政5年（1822年）6月13日には、領内全域において、百姓男性で15歳から60歳までの者は1日に草鞋2足、百姓女性は1軒につき1か月に木綿1反を、それぞれ5か年納入するという特別奉公案が示された。これに対し、7月1日から8日にかけて伊那郡内の諸村が藩庁に強訴を行った（わらじ騒動、興津騒動）が、洗馬郷では藩の要求には応じず、強訴にも参加しなかった。
しかし、600両の御用金を百姓に高割で賦課するという風聞が立つと、8月1日から2日にかけて、西洗馬村（現・朝日村）から発生した一揆勢が、先年の寄付により帯刀を許された新興の村役人の家14軒と60余棟の家を打ちこわしする騒動となった。14軒のうち2軒は助郷刎銭の不正、4軒は本洗馬村（現・塩尻市）の琵琶橋の架け替えの際の不正利得も、その原因となった。
洗馬郷大庄屋・原熊三郎、小曽部村（現・塩尻市）年寄・新倉伴右衛門、本洗馬村在仕送役・熊谷小平治らが藩への取次を約束し、一揆勢を解散させると、8月11日には藩庁に赴き、わらじ・木綿の新課税の廃止や、村方三役を三年任期の入札制とすることなど、6項目の嘆願書を提示し、一揆勢が標的とした14軒の帯刀や新役の取り下げが認められた。
一方、藩は騒動の処分として首謀者4名を領外追放とした。熊三郎や伴右衛門らも一時入牢となるが、文政期、天保期の二度にわたって、藩政改革に参画することとなった。熊三郎と新倉伴右衛門は、深刻な財政難に陥っていた高遠藩に対し、深川島田町の江戸中屋敷を、尾張藩に借財の担保として提供するかわりに、木曽ヒノキの木場として活用し、売却益によって返済する財政再建策を献策した。